# Dég
Dég is een plaats (község) en gemeente in het Hongaarse comitaat Fejér. Dég telt 2373 inwoners (2001).